# Ceresa plaumanni
Ceresa plaumanni är en insektsart som beskrevs av Albino Morimasa Sakakibara 1977. Ceresa plaumanni ingår i släktet Ceresa och familjen hornstritar. Inga underarter finns listade i Catalogue of Life.